# Pantoja
Pantoja è un comune spagnolo di 3 409 abitanti situato nella comunità autonoma di Castiglia-La Mancia.